# أحمد الصابوني
أحمد الصابوني هو أحمد بن إبراهيم القاوقجي المشهور بالصابوني، مؤرخ سوري ولد في حماة عام 1875 م وتوفي فيها عام 1916 م. ألف عدة كتب ونشر عدة مقالات في صحف مختلفة وأسس جريدة لسان الشرق عام 1908 وهي أول جريدة في مدينة حماة، ويوصف بأنه من دعاة النهضة والإصلاح الديني والاجتماعي والأخلاقي. تعرض للملاحقة من قبل العثمانيين بسبب بعض مقالاته.

## حياته
ولد في حي باب الجسر بمدينة حماة، لأسرة متوسطة الحال وهو ثاني أبناءها الأربعة، تعلم القرآن والكتابة ثم عمل إسكافي حتى بلغ الثامنة عشرة، ثم تركها إلى طلب العلم وداعياً إلى الإصلاح الديني، تولى عدة مناصب فقد عين عضواً بلجنة معارف اللواء وعضواً بلجنة الأوقاف وعضواً بلجنة المدافعة المالية لجمع التبرعات للجيش ثم مدرساً عاماً لمدينة حماة.
توفي يوم الجمعة 10 صفر 1334 هـ الموافق لعام 1916 ودفن في مقبرة شرفة باب الجسر.

## مؤلفاته
له عدد من المؤلفات أغلبها مازال مخطوطاً وقد طبع منها:
1. البيان: وهو رسالة في علم البيان.
2. تسهيل المنطق: وهو رسالة في علم المنطق.
3. الدولة الإسلامية، أو ماضي الشرق وحاضره: وهو سلسلة مقالات نشرها أولاً في جريدة لسان الشرق، نشر منه الجزء الأول فقط في 118 صفحة.
4. تاريخ حماة: وهو أول كتاب مخصص عن تاريخ مدينة حماة منذ نشأتها وحتى 1914 م.
5. ديوان الصابوني: وهو ديوان شعر طبع عام 2011.

## وصلات خارجية
- «أحمد الصابوني».. أول من كتب تاريخ «حماة»
- الشيخ أحمد الصابوني رائد نهضوي